# 노랑뺨긴팔원숭이
노랑뺨긴팔원숭이 (또는 노랑뺨볏긴팔원숭이, 학명: Nomascus gabriellae)는 긴팔원숭이의 일종으로, 베트남과 라오스 그리고 캄보디아가 원래 토착 지역이었다. 체중은 7~10kg이며, 주로 나무 위에서 생활함. 금발로 태어나 나중에 검은색으로 변한다. 암컷은 성성숙기에 다시 금발로 변하고, 수컷은 평생 황금색 뺨을 가지고 있다.
천적은 표범, 구름표범, 대형뱀이다.